# Ginatilan
Ginatilan es un municipio filipino perteneciente a la provincia de Cebú, en las Bisayas Centrales.

## Geografía
Se encuentra en la costa sudoccidental de la isla de Cebú.

## Historia
Hacia comienzos del siglo XX, el lugar, ya por entonces perteneciente a la provincia de Cebú, tenía contabilizada una población de 13 284 habitantes. En 2020, el municipio de Ginatilan tenía censados 16 906 habitantes.